# Список астероїдів (7101—7200)
| Назва                               | Тимчасове позначення | Дата відкриття    | Місце відкриття                              | Відкривач                                              |
| ----------------------------------- | -------------------- | ----------------- | -------------------------------------------- | ------------------------------------------------------ |
| 7101 Харітіна (Haritina)            | 1930 UX              | 17 жовтня 1930    | Ловеллівська обсерваторія                    | Клайд Томбо                                            |
| 7102 Нілбоун (Neilbone)             | 1936 NB              | 12 липня 1936     | Республіканська обсерваторія Йоганнесбурга   | Сиріл Джексон                                          |
| 7103 Віхманн (Wichmann)             | 1953 GH              | 7 квітня 1953     | Обсерваторія Гейдельберг-Кеніґштуль          | К. В. Райнмут                                          |
| 7104 Маньйосю (Manyousyu)           | 1977 DU              | 18 лютого 1977    | Обсерваторія Кісо                            | Хірокі Косаї, Кіїтіро Фурукава                         |
| 7105 Йосьодзан (Yousyozan)          | 1977 DB1             | 18 лютого 1977    | Обсерваторія Кісо                            | Хірокі Косаї, Кіїтіро Фурукава                         |
| 7106 Кондаков (Kondakov)            | 1978 PM3             | 8 серпня 1978     | КрАО                                         | Черних Микола Степанович                               |
| 7107 Пейсер (Peiser)                | 1980 PB1             | 15 серпня 1980    | Обсерваторія Клеть                           | Антонін Мркос                                          |
| 7108 Нефедов (Nefedov)              | 1981 RM3             | 2 вересня 1981    | КрАО                                         | Черних Микола Степанович                               |
| 7109 Гайне (Heine)                  | 1983 RT4             | 1 вересня 1983    | КрАО                                         | Карачкіна Людмила Георгіївна                           |
| 7110 Джонпірс (Johnpearse)          | 1983 XH1             | 7 грудня 1983     | Пертська обсерваторія                        | Пертська обсерваторія                                  |
| (7111) 1985 QA1                     | 1985 QA1             | 17 серпня 1985    | Паломарська обсерваторія                     | Е. Гелін                                               |
| 7112 Гіслейн (Ghislaine)            | 1986 GV              | 3 квітня 1986     | Паломарська обсерваторія                     | Керолін Шумейкер, Юджин Шумейкер                       |
| 7113 Остапбендер (Ostapbender)      | 1986 SD2             | 29 вересня 1986   | КрАО                                         | Карачкіна Людмила Георгіївна                           |
| 7114 Вейнек (Weinek)                | 1986 WN7             | 29 листопада 1986 | Обсерваторія Клеть                           | Антонін Мркос                                          |
| 7115 Франціскужено (Franciscuszeno) | 1986 WO7             | 29 листопада 1986 | Обсерваторія Клеть                           | Антонін Мркос                                          |
| 7116 Менталл (Mentall)              | 1986 XX              | 2 грудня 1986     | Станція Андерсон-Меса                        | Едвард Бовелл                                          |
| 7117 Клаудіус (Claudius)            | 1988 CA1             | 14 лютого 1988    | Обсерваторія Карла Шварцшильда               | Ф. Бернґен                                             |
| 7118 Куклов (Kuklov)                | 1988 VD5             | 4 листопада 1988  | Обсерваторія Клеть                           | Антонін Мркос                                          |
| 7119 Hiera                          | 1989 AV2             | 11 січня 1989     | Паломарська обсерваторія                     | Керолін Шумейкер, Юджин Шумейкер                       |
| 7120 Девідґевайн (Davidgavine)      | 1989 AD3             | 4 січня 1989      | Обсерваторія Сайдинг-Спрінг                  | Роберт Макнот                                          |
| 7121 Буш (Busch)                    | 1989 AL7             | 10 січня 1989     | Обсерваторія Карла Шварцшильда               | Ф. Бернґен                                             |
| 7122 Івасакі (Iwasaki)              | 1989 EN2             | 12 березня 1989   | Обсерваторія Кітамі                          | Кін Ендате, Кадзуро Ватанабе                           |
| (7123) 1989 TT1                     | 1989 TT1             | 9 жовтня 1989     | Окутама                                      | Цуному Хіокі, Нобухіро Кавасато                        |
| 7124 Ґлінос (Glinos)                | 1990 OJ4             | 24 липня 1990     | Паломарська обсерваторія                     | Генрі Гольт                                            |
| 7125 Ейтародате (Eitarodate)        | 1991 CN1             | 7 лютого 1991     | Обсерваторія Ґейсей                          | Тсутому Секі                                           |
| 7126 Кюро (Cureau)                  | 1991 GJ4             | 8 квітня 1991     | Обсерваторія Ла-Сілья                        | Ерік Вальтер Ельст                                     |
| 7127 Штіфтер (Stifter)              | 1991 RD3             | 9 вересня 1991    | Обсерваторія Карла Шварцшильда               | Ф. Бернґен, Лутц Шмадель                               |
| 7128 Місава (Misawa)                | 1991 SM1             | 30 вересня 1991   | Обсерваторія Кітамі                          | Кін Ендате, Кадзуро Ватанабе                           |
| (7129) 1991 VE1                     | 1991 VE1             | 4 листопада 1991  | Обсерваторія Кушіро                          | Сейджі Уеда, Хіроші Канеда                             |
| 7130 Клепер (Klepper)               | 1992 HR4             | 30 квітня 1992    | Обсерваторія Карла Шварцшильда               | Ф. Бернґен                                             |
| 7131 Лонґтом (Longtom)              | 1992 YL              | 23 грудня 1992    | Станція JCPM Якіїмо                          | Акіра Наторі, Такеші Урата                             |
| 7132 Казуллі (Casulli)              | 1993 SE              | 17 вересня 1993   | Обсерваторія Санта-Лючія Стронконе           | Обсерваторія Санта-Лючія Стронконе                     |
| 7133 Касахара (Kasahara)            | 1993 TX1             | 15 жовтня 1993    | Обсерваторія Кітамі                          | Кін Ендате, Кадзуро Ватанабе                           |
| 7134 Ікейтісатору (Ikeuchisatoru)   | 1993 UY              | 24 жовтня 1993    | Обсерваторія Оїдзумі                         | Такао Кобаяші                                          |
| (7135) 1993 VO                      | 1993 VO              | 5 листопада 1993  | Обсерваторія Наті-Кацуура                    | Йошісада Шімідзу, Такеші Урата                         |
| 7136 Йокохасуо (Yokohasuo)          | 1993 VK2             | 14 листопада 1993 | Фудзієда                                     | Х. Шіодзава, Такеші Урата                              |
| 7137 Аґео (Ageo)                    | 1994 AQ1             | 4 січня 1994      | Обсерваторія Кійосато                        | Сатору Отомо                                           |
| (7138) 1994 AK15                    | 1994 AK15            | 15 січня 1994     | Обсерваторія Кушіро                          | Сейджі Уеда, Хіроші Канеда                             |
| 7139 Цубокава (Tsubokawa)           | 1994 CV2             | 14 лютого 1994    | Обсерваторія Одзіма                          | Тсунео Ніїдзіма, Такеші Урата                          |
| 7140 Осакі (Osaki)                  | 1994 EE1             | 4 березня 1994    | Обсерваторія Оїдзумі                         | Такао Кобаяші                                          |
| 7141 Беттаріні (Bettarini)          | 1994 EZ1             | 12 березня 1994   | Обсерваторія Азіаґо                          | Андреа Боаттіні, Маура Томбеллі                        |
| 7142 Спіноза (Spinoza)              | 1994 PC19            | 12 серпня 1994    | Обсерваторія Ла-Сілья                        | Ерік Вальтер Ельст                                     |
| 7143 Харамура (Haramura)            | 1995 WU41            | 17 листопада 1995 | Обсерваторія Кійосато                        | Сатору Отомо                                           |
| 7144 Доссобуоно (Dossobuono)        | 1996 KQ              | 20 травня 1996    | Астрономічна обсерваторія Мадонни Доссобуоно | Л. Лей                                                 |
| 7145 Ліньцзесюй (Linzexu)           | 1996 LO              | 7 червня 1996     | Станція Сінлун                               | SCAP                                                   |
| 7146 Конрадін (Konradin)            | 3034 P-L             | 24 вересня 1960   | Паломарська обсерваторія                     | К. Й. ван Гаутен, І. ван Гаутен-Ґроневельд, Т. Герельс |
| 7147 Фейт (Feijth)                  | 4015 P-L             | 24 вересня 1960   | Паломарська обсерваторія                     | К. Й. ван Гаутен, І. ван Гаутен-Ґроневельд, Т. Герельс |
| 7148 Рейнгольдбін (Reinholdbien)    | 1047 T-1             | 25 березня 1971   | Паломарська обсерваторія                     | К. Й. ван Гаутен, І. ван Гаутен-Ґроневельд, Т. Герельс |
| 7149 Берні (Bernie)                 | 3220 T-3             | 16 жовтня 1977    | Паломарська обсерваторія                     | К. Й. ван Гаутен, І. ван Гаутен-Ґроневельд, Т. Герельс |
| 7150 Маккеллар (McKellar)           | 1929 TD1             | 11 жовтня 1929    | Ловеллівська обсерваторія                    | Клайд Томбо                                            |
| (7151) 1971 SX3                     | 1971 SX3             | 26 вересня 1971   | Астрономічна станція Серро Ель Робле         | Карлос Торрес                                          |
| 7152 Euneus                         | 1973 SH1             | 19 вересня 1973   | Паломарська обсерваторія                     | К. Й. ван Гаутен, І. ван Гаутен-Ґроневельд, Т. Герельс |
| 7153 Владзахаров (Vladzakharov)     | 1975 XP3             | 2 грудня 1975     | КрАО                                         | Смирнова Тамара Михайлівна                             |
| (7154) 1979 MJ5                     | 1979 MJ5             | 25 червня 1979    | Обсерваторія Сайдинг-Спрінг                  | Е. Гелін, Ш. Дж. Бас                                   |
| (7155) 1979 YN                      | 1979 YN              | 23 грудня 1979    | Обсерваторія Ла-Сілья                        | Анрі Дебеонь, Едґар Нетто                              |
| (7156) 1981 EC2                     | 1981 EC2             | 4 березня 1981    | Обсерваторія Ла-Сілья                        | Анрі Дебеонь, Джованні де Санктіс                      |
| 7157 Лофґрен (Lofgren)              | 1981 EC8             | 1 березня 1981    | Обсерваторія Сайдинг-Спрінг                  | Ш. Дж. Бас                                             |
| 7158 IRTF                           | 1981 ES8             | 1 березня 1981    | Обсерваторія Сайдинг-Спрінг                  | Ш. Дж. Бас                                             |
| 7159 Бобджозеф (Bobjoseph)          | 1981 EN17            | 1 березня 1981    | Обсерваторія Сайдинг-Спрінг                  | Ш. Дж. Бас                                             |
| 7160 Токунаґа (Tokunaga)            | 1981 UQ29            | 24 жовтня 1981    | Паломарська обсерваторія                     | Ш. Дж. Бас                                             |
| 7161 Ґоліцин (Golitsyn)             | 1982 UY10            | 25 жовтня 1982    | КрАО                                         | Журавльова Людмила Василівна                           |
| 7162 Сідвелл (Sidwell)              | 1982 VB1             | 15 листопада 1982 | Станція Андерсон-Меса                        | Едвард Бовелл                                          |
| 7163 Баренбойм (Barenboim)          | 1984 DB              | 24 лютого 1984    | Паломарська обсерваторія                     | Е. Гелін, Рой Данбер                                   |
| 7164 Бабаджанов (Babadzhanov)       | 1984 ET              | 6 березня 1984    | Станція Андерсон-Меса                        | Едвард Бовелл                                          |
| 7165 Пендельтон (Pendleton)         | 1985 RH              | 14 вересня 1985   | Станція Андерсон-Меса                        | Едвард Бовелл                                          |
| 7166 Кеннеді (Kennedy)              | 1985 TR              | 15 жовтня 1985    | Станція Андерсон-Меса                        | Едвард Бовелл                                          |
| 7167 Лаупгайм (Laupheim)            | 1985 TD3             | 12 жовтня 1985    | Паломарська обсерваторія                     | Керолін Шумейкер, Юджин Шумейкер                       |
| (7168) 1986 QE2                     | 1986 QE2             | 28 серпня 1986    | Обсерваторія Ла-Сілья                        | Анрі Дебеонь                                           |
| 7169 Лінда (Linda)                  | 1986 TK1             | 4 жовтня 1986     | Станція Андерсон-Меса                        | Едвард Бовелл                                          |
| 7170 Лівсі (Livesey)                | 1987 MK              | 30 червня 1987    | Обсерваторія Сайдинг-Спрінг                  | Роберт Макнот                                          |
| 7171 Артуркрауз (Arthurkraus)       | 1988 AT1             | 13 січня 1988     | Обсерваторія Клеть                           | Антонін Мркос                                          |
| 7172 Мультатулі (Multatuli)         | 1988 DE2             | 17 лютого 1988    | Обсерваторія Ла-Сілья                        | Ерік Вальтер Ельст                                     |
| 7173 Сепкоскі (Sepkoski)            | 1988 PL1             | 15 серпня 1988    | Паломарська обсерваторія                     | Керолін Шумейкер, Юджин Шумейкер                       |
| 7174 Семуа (Semois)                 | 1988 SQ              | 18 вересня 1988   | Обсерваторія Ла-Сілья                        | Анрі Дебеонь                                           |
| (7175) 1988 TN2                     | 1988 TN2             | 11 жовтня 1988    | Обсерваторія Клеть                           | Зденька Ваврова                                        |
| 7176 Куніджі (Kuniji)               | 1989 XH              | 1 грудня 1989     | Обсерваторія Кітамі                          | Кін Ендате, Кадзуро Ватанабе                           |
| (7177) 1990 TF                      | 1990 TF              | 9 жовтня 1990     | Обсерваторія Сайдинг-Спрінг                  | Роберт Макнот                                          |
| 7178 Ікуоокамото (Ikuookamoto)      | 1990 VA3             | 11 листопада 1990 | Обсерваторія Мінамі-Ода                      | Тосіро Номура, Койо Каванісі                           |
| 7179 Ґассенді (Gassendi)            | 1991 GQ6             | 8 квітня 1991     | Обсерваторія Ла-Сілья                        | Ерік Вальтер Ельст                                     |
| (7180) 1991 NG1                     | 1991 NG1             | 12 липня 1991     | Паломарська обсерваторія                     | Генрі Гольт                                            |
| (7181) 1991 PH12                    | 1991 PH12            | 7 серпня 1991     | Паломарська обсерваторія                     | Генрі Гольт                                            |
| 7182 Робінвон (Robinvaughan)        | 1991 RV1             | 8 вересня 1991    | Паломарська обсерваторія                     | Е. Гелін                                               |
| (7183) 1991 RE16                    | 1991 RE16            | 15 вересня 1991   | Паломарська обсерваторія                     | Генрі Гольт                                            |
| (7184) 1991 RB25                    | 1991 RB25            | 11 вересня 1991   | Паломарська обсерваторія                     | Генрі Гольт                                            |
| (7185) 1991 VN1                     | 1991 VN1             | 4 листопада 1991  | Обсерваторія Кушіро                          | Сейджі Уеда, Хіроші Канеда                             |
| 7186 Томіока (Tomioka)              | 1991 YF              | 26 грудня 1991    | Обсерваторія Кітамі                          | Кін Ендате, Кадзуро Ватанабе                           |
| 7187 Ісобе (Isobe)                  | 1992 BW              | 30 січня 1992     | Паломарська обсерваторія                     | Е. Гелін                                               |
| 7188 Йосій (Yoshii)                 | 1992 SF1             | 23 вересня 1992   | Обсерваторія Кітамі                          | Кін Ендате, Кадзуро Ватанабе                           |
| 7189 Куніко (Kuniko)                | 1992 SX12            | 28 вересня 1992   | Обсерваторія Кітамі                          | Кін Ендате, Кадзуро Ватанабе                           |
| (7190) 1993 GB1                     | 1993 GB1             | 15 квітня 1993    | Паломарська обсерваторія                     | Генрі Гольт                                            |
| (7191) 1993 MA1                     | 1993 MA1             | 18 червня 1993    | Паломарська обсерваторія                     | Генрі Гольт                                            |
| 7192 Сьєльетеспейс (Cieletespace)   | 1993 RY1             | 12 вересня 1993   | Обсерваторія Кітамі                          | Кін Ендате, Кадзуро Ватанабе                           |
| 7193 Ямаока (Yamaoka)               | 1993 SE2             | 19 вересня 1993   | Обсерваторія Кітамі                          | Кін Ендате, Кадзуро Ватанабе                           |
| 7194 Сьюзенроуз (Susanrose)         | 1993 SR3             | 18 вересня 1993   | Паломарська обсерваторія                     | Генрі Гольт                                            |
| 7195 Денбойс (Danboice)             | 1994 AJ              | 2 січня 1994      | Обсерваторія Оїдзумі                         | Такао Кобаяші                                          |
| 7196 Бароні (Baroni)                | 1994 BF              | 16 січня 1994     | Обсерваторія Азіаґо                          | Андреа Боаттіні, Маура Томбеллі                        |
| 7197 П'єроангела (Pieroangela)      | 1994 BH              | 16 січня 1994     | Обсерваторія Азіаґо                          | Андреа Боаттіні, Маура Томбеллі                        |
| 7198 Монтелупо (Montelupo)          | 1994 BJ              | 16 січня 1994     | Обсерваторія Азіаґо                          | Андреа Боаттіні, Маура Томбеллі                        |
| 7199 Бріанца (Brianza)              | 1994 FR              | 28 березня 1994   | Сормано                                      | Марко Каваня, В. Джуліані                              |
| (7200) 1994 NO                      | 1994 NO              | 8 липня 1994      | Огляд Каталіна                               | Тімоті Спар                                            |

| Астероїди 1—10000 → |           |           |           |           |           |           |           |           |            |
| 1—100               | 1001—1100 | 2001—2100 | 3001—3100 | 4001—4100 | 5001—5100 | 6001—6100 | 7001—7100 | 8001—8100 | 9001—9100  |
| 101—200             | 1101—1200 | 2101—2200 | 3101—3200 | 4101—4200 | 5101—5200 | 6101—6200 | 7101—7200 | 8101—8200 | 9101—9200  |
| 201—300             | 1201—1300 | 2201—2300 | 3201—3300 | 4201—4300 | 5201—5300 | 6201—6300 | 7201—7300 | 8201—8300 | 9201—9300  |
| 301—400             | 1301—1400 | 2301—2400 | 3301—3400 | 4301—4400 | 5301—5400 | 6301—6400 | 7301—7400 | 8301—8400 | 9301—9400  |
| 401—500             | 1401—1500 | 2401—2500 | 3401—3500 | 4401—4500 | 5401—5500 | 6401—6500 | 7401—7500 | 8401—8500 | 9401—9500  |
| 501—600             | 1501—1600 | 2501—2600 | 3501—3600 | 4501—4600 | 5501—5600 | 6501—6600 | 7501—7600 | 8501—8600 | 9501—9600  |
| 601—700             | 1601—1700 | 2601—2700 | 3601—3700 | 4601—4700 | 5601—5700 | 6601—6700 | 7601—7700 | 8601—8700 | 9601—9700  |
| 701—800             | 1701—1800 | 2701—2800 | 3701—3800 | 4701—4800 | 5701—5800 | 6701—6800 | 7701—7800 | 8701—8800 | 9701—9800  |
| 801—900             | 1801—1900 | 2801—2900 | 3801—3900 | 4801—4900 | 5801—5900 | 6801—6900 | 7801—7900 | 8801—8900 | 9801—9900  |
| 901—1000            | 1901—2000 | 2901—3000 | 3901—4000 | 4901—5000 | 5901—6000 | 6901—7000 | 7901—8000 | 8901—9000 | 9901—10000 |